# Alfa Romeo Giulia (2016)
Alfa Romeo Giulia (typ 952) je sedan střední třídy (segment D) vyráběný italskou automobilkou Alfa Romeo od roku 2016. Automobil byl poprvé představen v červnu 2015, s původně plánovaným uvedením na trh v únoru 2016. Jde o první vůz střední třídy v nabídce automobilky Alfa Romeo po ukončení výroby modelu Alfa Romeo 159 v roce 2011.
Giulia je také první sedan značky Alfa Romeo v nabídce společnosti po více než 20 letech (od ukončení výroby modelu Alfa Romeo 75 v roce 1992), který používá podélně uložený motor vpředu, pohon zadních kol. Giulia se umístila na druhém místě v anketě Evropské auto roku 2017.
Jde také o návrat k jménu Giulia, které automobilka poprvé použila u modelu Giulia z roku 1962 a automobilka tak současně doplnila „sesterský“ menší model (sedan nižší střední třídy) Alfa Romeo Giulietta (typ 940) vyráběný již od roku 2010, kde byl rovněž znovu použit starší název modelu. Názvy modelů nižší střední a střední třídy (Giulietta a Giulia) na sebe nyní logicky navazují, protože Giulietta je v italštině zdrobnělina jména Giulia (česky Julie).

## Historie
Model Giulia se potýkal s dlouhým vývojem a odloženým termínem uvedení na trh, údajně proto, že šéf celé společnosti Fiat Chrysler Automobiles Sergio Marchionne vrátil návrh zpět konstruktérům. 
Giulia je jako první model součástí revitalizačního plánu, který zahrnuje investice ve výši 5 miliard EUR do celkem osmi modelů s cílem dosažení celosvětových prodejů 400 000 vozů v roce 2018 (oproti 74 000 v roce 2013). Tyto cíle jsou podpořeny vývojem zcela nové platformy "Giorgio" pro vozy s podélně umístěným motorem vpředu a pohonem zadních kol. Na vývoj modelu Giulia a celého projektu „Giorgio“ dohlížel technický ředitel Ferrari, Philippe Krief.

Nová Giulia byla poprvé představena tisku 24. června 2015 v Arese, v Museo Storico Alfa Romeo na speciální akci, kde byla ukázána pouze nejvyšší verze Giulia Quadrifoglio a vystoupil zde italský tenorový zpěvák Andrea Bocelli s arií „Nessun dorma“. Tato akce byla současně 105. výročím firmy
 a představením upraveného loga pro všechny budoucí modely Alfa Romeo. Giulia byla rovněž představena s novým sloganem La meccanica delle emozioni (Mechanismus emocí).
Giulia byla navržena v Centro Stile Alfa Romeo, tým vedl Marco Tencone, jako Senior Exterior Designer v něm působil Andrea Loi, jako Interior Chief Designer Inna Kondakova a jako Senior Interior Designer Manuele Amprimo. Vůz je vyráběn v závodě Cassino, v provincii Frosinone ve střední Itálii. První předprodukční kusy byly vyrobeny v srpnu 2015, plná výroba měla původně začítek v listopadu 2015 a prodej v únoru 2016. Nakonec výroba začala 19. dubna 2016.

## Modely

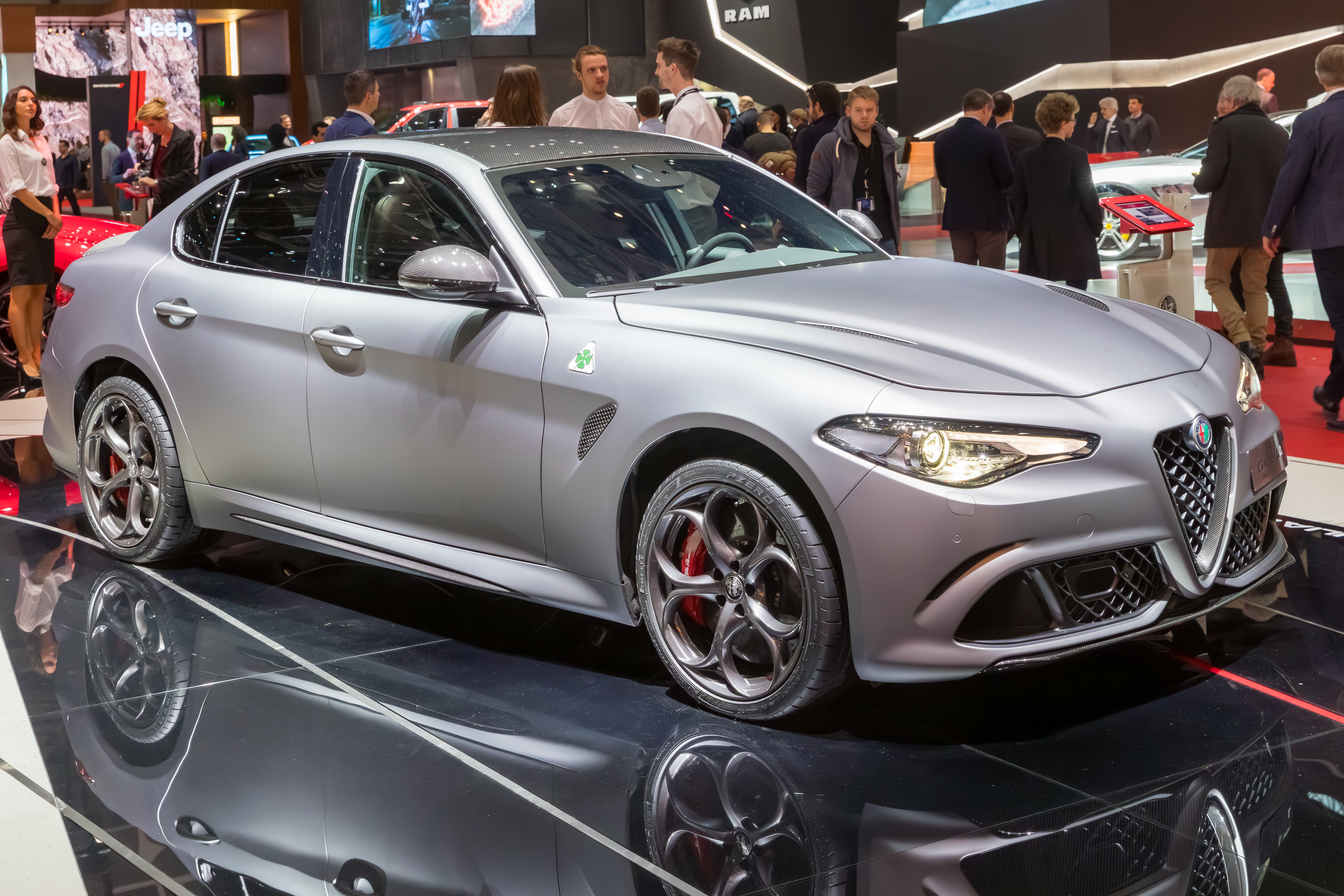
Alfa romeo Giulia Quadrifoglio na výstavě Geneve Internacional Motor 2018.

Giulia používá klasickou koncepci a bylo přitom dosaženo ideálního rozložení hmotnosti 50 % na přední a 50 % na zadní nápravu. Všechna kola jsou nezávisle odpružena, typu dvojitá lichoběžníkové ramena vpředu a vícenásobná (multilink) vzadu. Všechny modely Giulia využívají hnací hřídel z uhlíkových vláken vyrobenou společností Hitachi Automotive Systems, přední blatníky, dveře a další prvky jsou z lehké hliníkové slitiny. Existují také modely s pohonem všech kol.
Řada motorů zahrnuje (kromě motoru 2,9 litru V6 twin turbo určeného do nejvyšší verze Quadrifoglio) přeplňované zážehové šestiválce a čtyřválce, stejně jako šestiválcové a čtyřválcové turbodiesely. Zážehové motory jsou vyráběny v závodě Termoli, vznětové motory v závodě Pratola Serra.

### Giulia Quadrifoglio
Quadrifoglio je nejvyšší model a má konkurovat vozům jako Mercedes-AMG C63, BMW M3 nebo Cadillac ATS-V. Je poháněn celohliníkovým zážehovým V6 twin turbo motorem o objemu 2891 cm³. Tento motor byl vyvinut exkluzivně pro Quadrifoglio techniky Ferrari a je příbuzný motoru Ferrari F154 V8. Má výkon 375 kW (510 koní) pří 6500 ot./min a kroutící moment 600 Nm mezi 2500 a 5000 otáčkami. Díky schopnosti selektivně vypínat až tři válce (pokud není potřeba vyšší výkon) model má průměrnou spotřebu 8,5 litru na 100 kilometrů a CO2 emise 198 g/km v kombinovaném režimu. Quadrifoglio váží 1524 kilogramů, takže dosahuje poměru 3 kg na jednu koňskou sílu. To je umožněno tím, že Quadrifoglio stejně jako další modely používá kompozitní materiály a lehké hliníkové slitiny.
Podle údajů Alfa Romeo, Giulia Quadrifoglio má zrychlení z 0 na 100 km/h za 3,9 sekund a z této rychlosti je schopen zastavit na dráze o délce 32 metrů (verze vybavená karbon keramickými brzdami). Tento model rovněž dosáhl na severní smyčce Nürburgringu času 7 minut a 39 sekund, což je rekord pro sedan. V září 2016 dosáhl nového rekordu na kolo ve verzi s automatickou převodovkou: 7 minut, 32 sekund. V Motor Trend Head 2 Head (Ep. 85), Quadrifoglio vyhrálo nad BMW M3, ve stejné epizodě byl rovněž hodnoceno lépe než Mercedes-AMG C63 a Cadillac ATS-V. V Grand Tour TV sérii v lednu 2017 na jejich okruhu dosáhl času jen 1,1 sekundy za novou Honda NSX (2. generace) s pohonem všech kol, excelentní výsledek pro auto jen s pohonem zadních kol. Na okruhu pořadu Top Gear dosáhlo času 1:21.40.

### Giulia Veloce
Giulia Veloce byla představena na Pařížském autosalonu v říjnu 2016. Veloce je k dispozici s dvěma motory: přeplňovaný zážehový 2,0 litru a vznětový 2,2 litru, oba jsou vybaveny osmistupňovou automatickou převodovkou a systémem Alfa Q4 pro pohon všech kol.
Zážehový čtyřválec má výkon 280 koní (206 kW) při 5250 ot./min. a maximální kroutící moment 400 Nm při 2250 otáčkách za minutu. Vznětový čtyřválec má výkon 210 koní (154 kW). Systém Alfa Q4 pro pohon všech kol se (nejprve) chová jako systém s pohonem zadní nápravy. Zpočátku je celý kroutící moment přenášen na zadní kola. Pokud je dosaženo limitu adheze, systém v reálném čase postupně přenáší až 60 % výkonu na přední kola.

### Giulia Advanced Efficiency (AE)
Na Pařížském autosalonu v říjnu 2016 byl představen též ekonomický model AE: Advanced Efficiency (dostupný ve dvou variantách: Giulia and Giulia Super). Je vybaven vznětovým motorem o výkonu 180 koní (132 kW) a osmistupňovou automatickou převodovku. V kombinovaném režimu dosahuje spotřebu 4,2 litru na 100 kilometrů a CO2 emise 99 g/km. K dosažení těchto hodnot bylo provedeno několik úprav na motoru, chlazení a je použito odlišné zpřevodování. Výška vozu je snížena o 5 milimetrů. Má speciálně navržené ráfky kol z lehké hliníkové slitiny a používá speciální pneumatiky 205/60 R16 s nízkým valivým odporem. Koeficient aerodynamického odporu byl snížen na 0,23.

### Giulia GTA/GTAm
V březnu 2020 byla představena limitovaná verze GTA (gran turismo alleggerita) a GTAm (m jako modificata), kde u obou verzí narostl výkon oproti vrcholnému modelu Quadrifoglio o 30 koní na 540hp při váze 1520kg. Verze GTAm navíc postrádá zadní sedačky, které byly nahrazeny zpevňujícím rámem.

## Ocenění
- EuroCarBody Award 2016
- Auto Europa 2017
- Das Goldene Lenkrad: nejhezčí auto roku 2016
- 2017 Driver’s Choice Award for Best New Luxury Car (Nejhezčí nové luxusní auto)[33]
- 2017 Auto del Año (Auto roku) v segmentu středních sedanů, Hispanic Motor Press[34]
- 2016 BBC Top Gear Magazine Awards: titul Auto roku a hlasování veřejnosti[35]
- Nejlepší auto roku 2017: německý časopis Auto, Motor und Sport
- Croauto 2017: ocenění Chorvatské Auto Klub magazínu
- 2017 Newcomer of the Year (Objev roku), Quattroruote
- 2017 Alfa Romeo Giulia Quadrifoglio: nejlepší luxusní výkonný vůz roku, New York Daily News Autos Team[36]
- Wards 10 Best Interiors (10 nejlepších interiérů)[37]
- 2017 Alfa Romeo Giulia Quadrifoglio ocenění „Super Sedan“ Automotive Excellence Awards v Popular Mechanic[38]
- 2017 10 Best Interiors List, WardsAuto (10 nejlepších interiérů)
- 2017 Alfa Romeo Giulia Quadrifoglio: Car of Texas, Performance Sedan of Texas[39]

## Fotogalerie

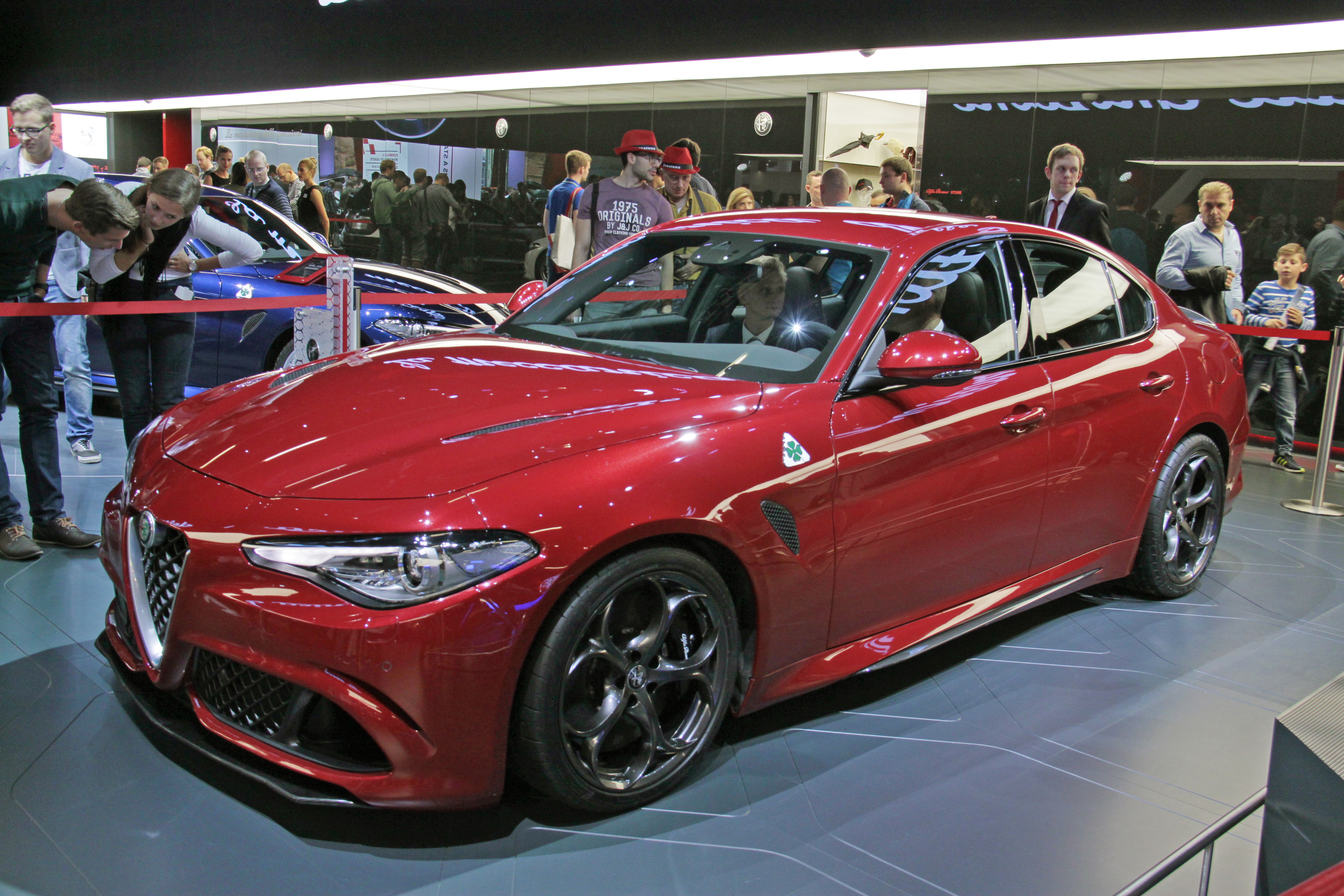
Giulia Quadrifoglio na Frankfurtském autosalonu 2015
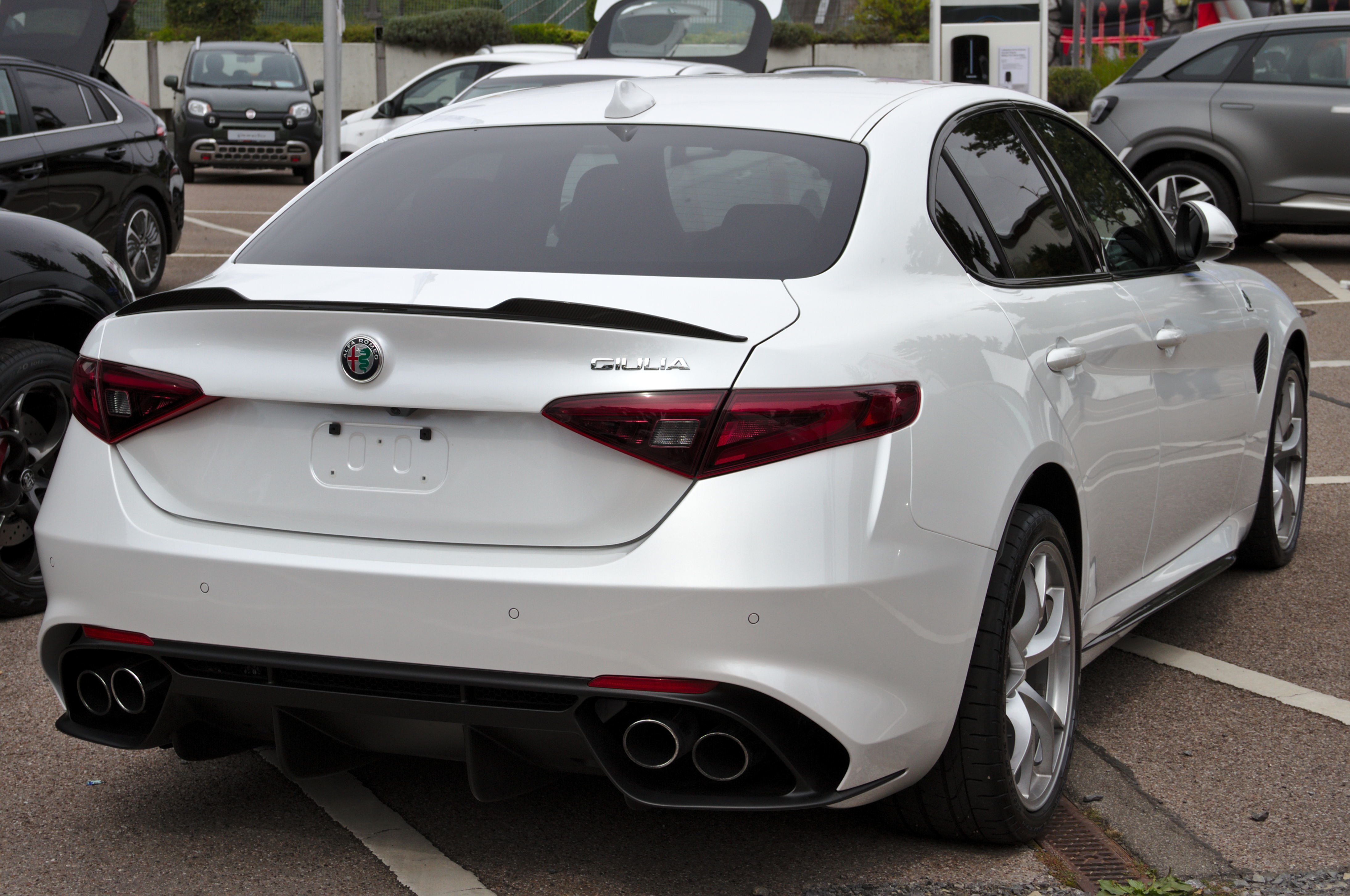
Zadní část předprodukčního Quadrifoglio se závodním kitem
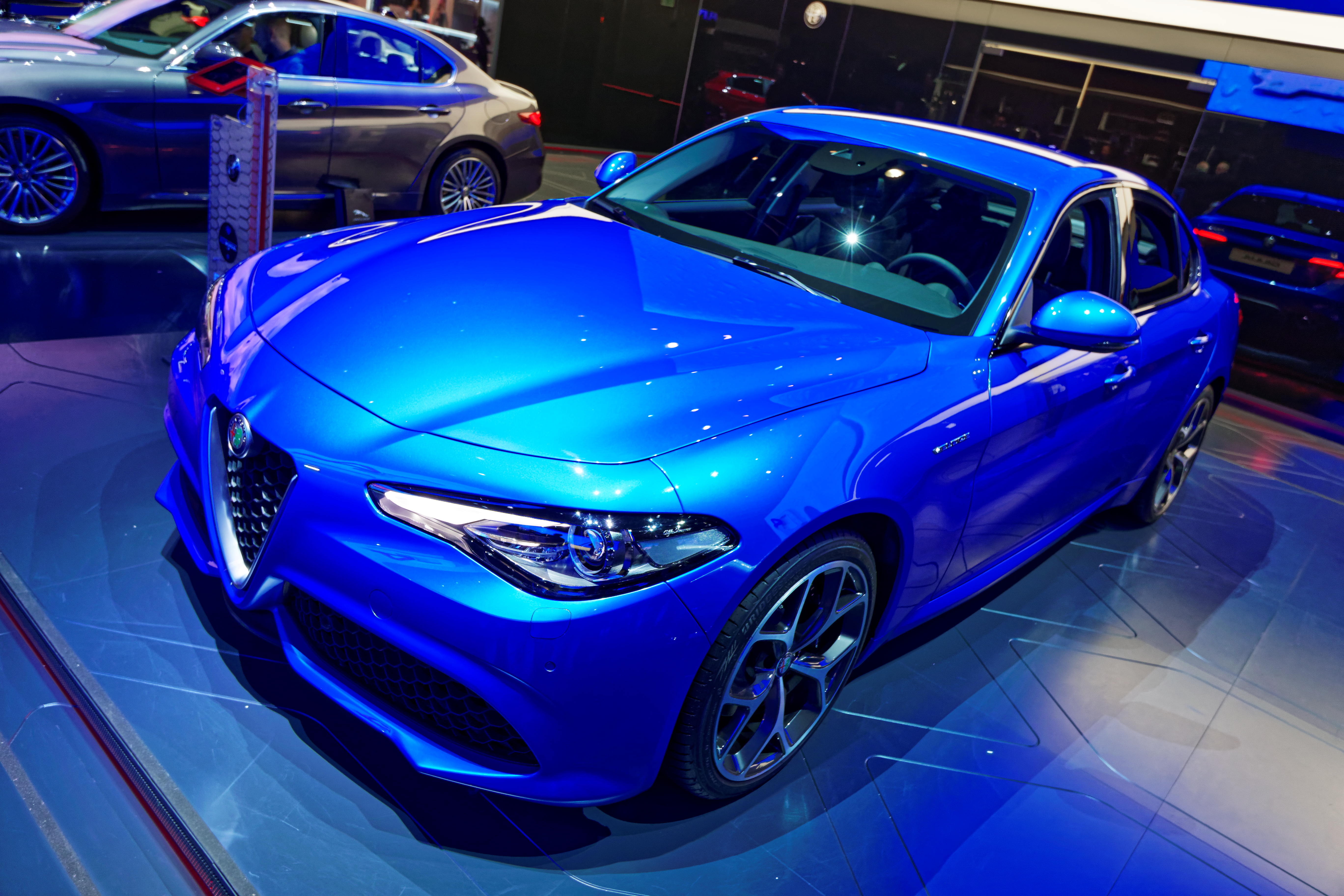
Giulia Veloce 2.0 Turbo na Pařížském autosalonu 2016
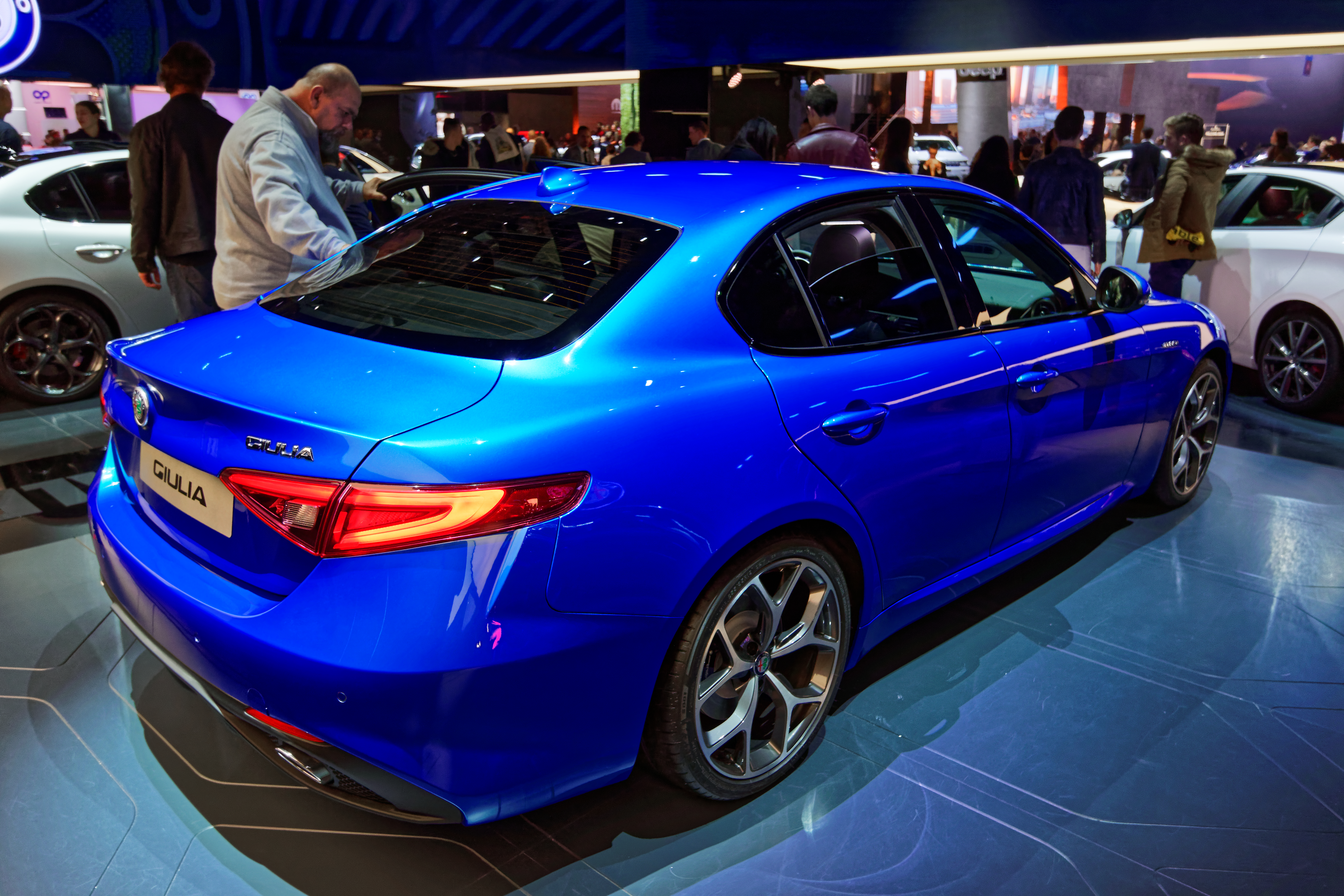
Giulia Veloce 2.0 Turbo na Pařížském autosalonu 2016
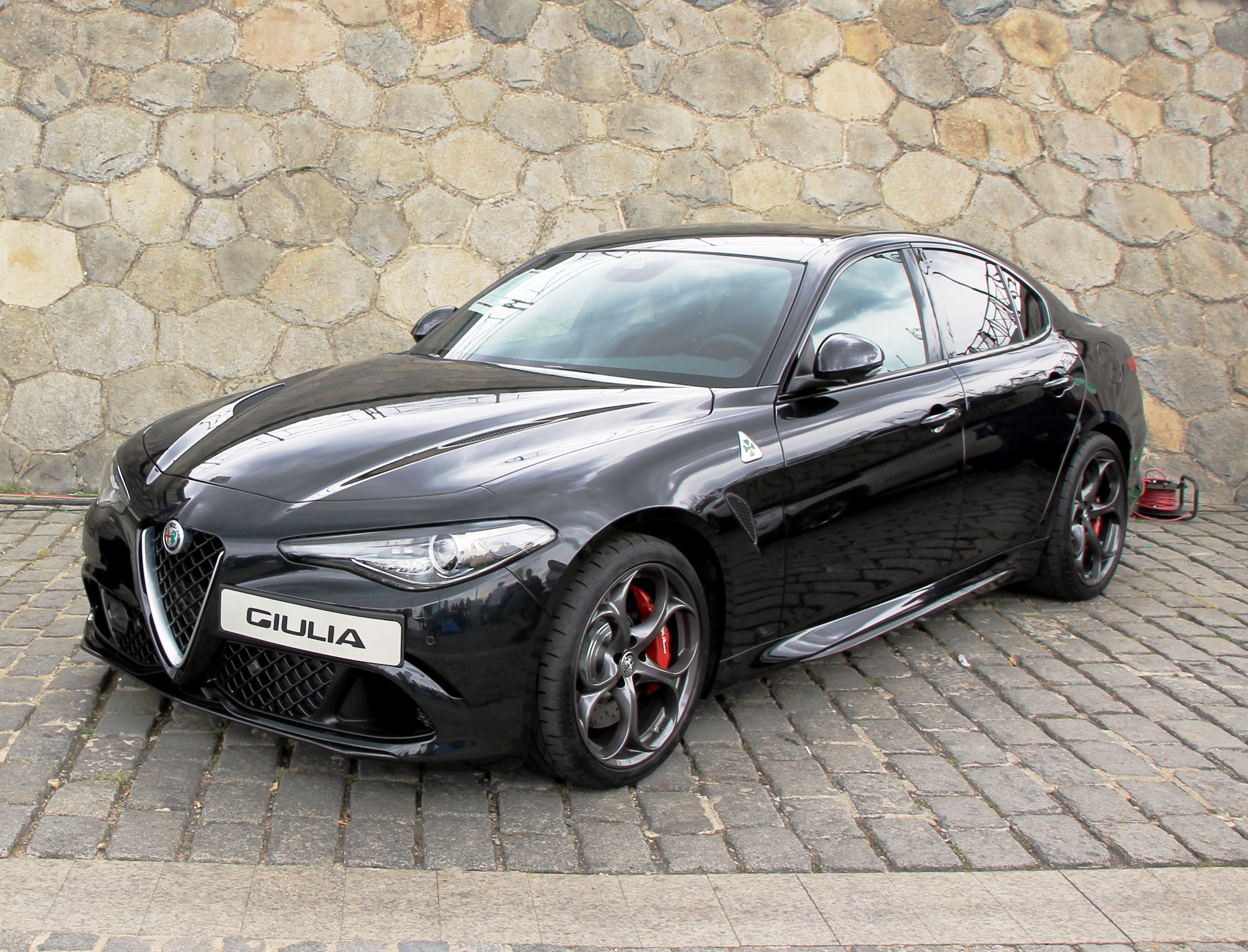
Praha 2017
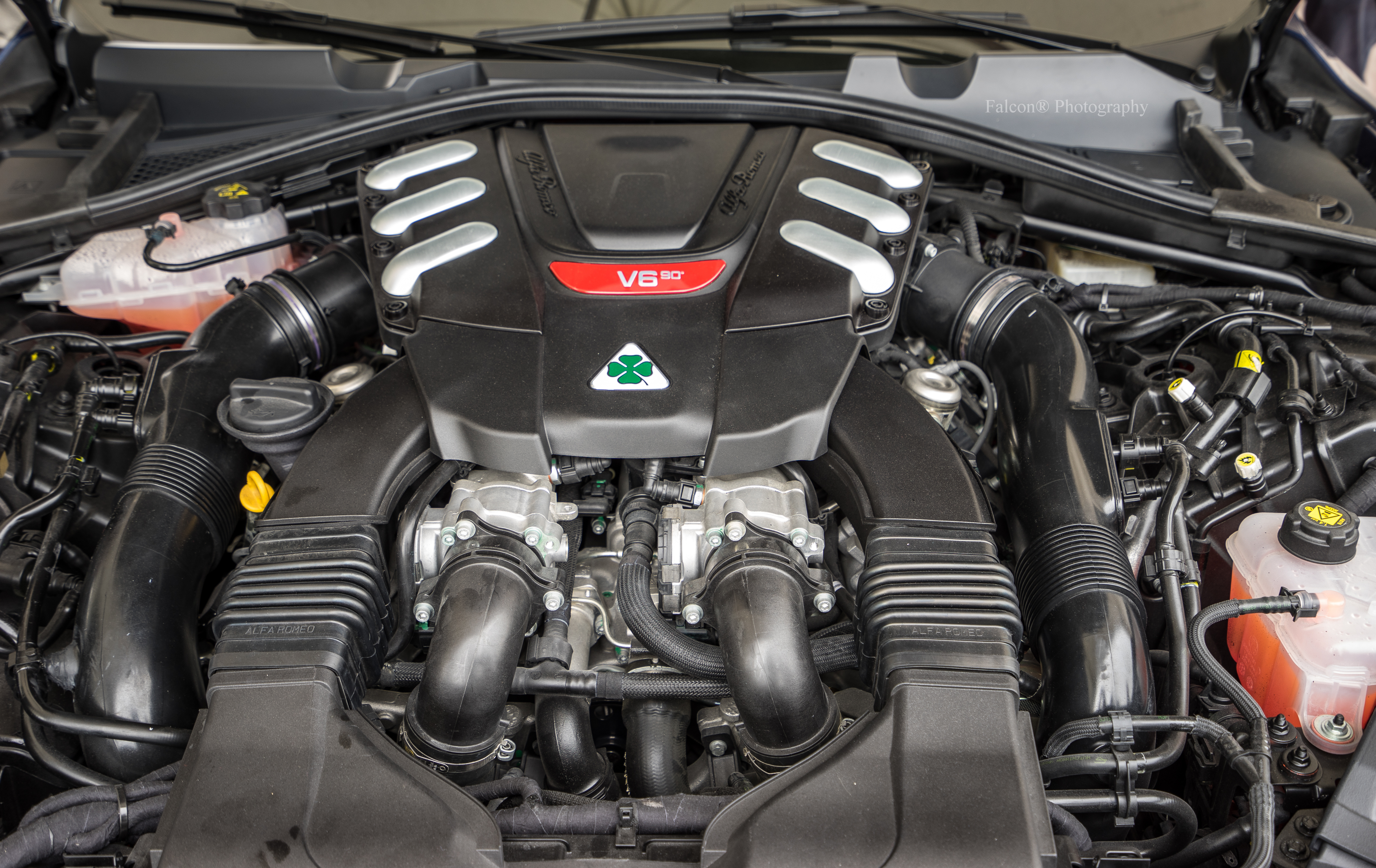
V6 motor modelu Giulia Quadrifoglio
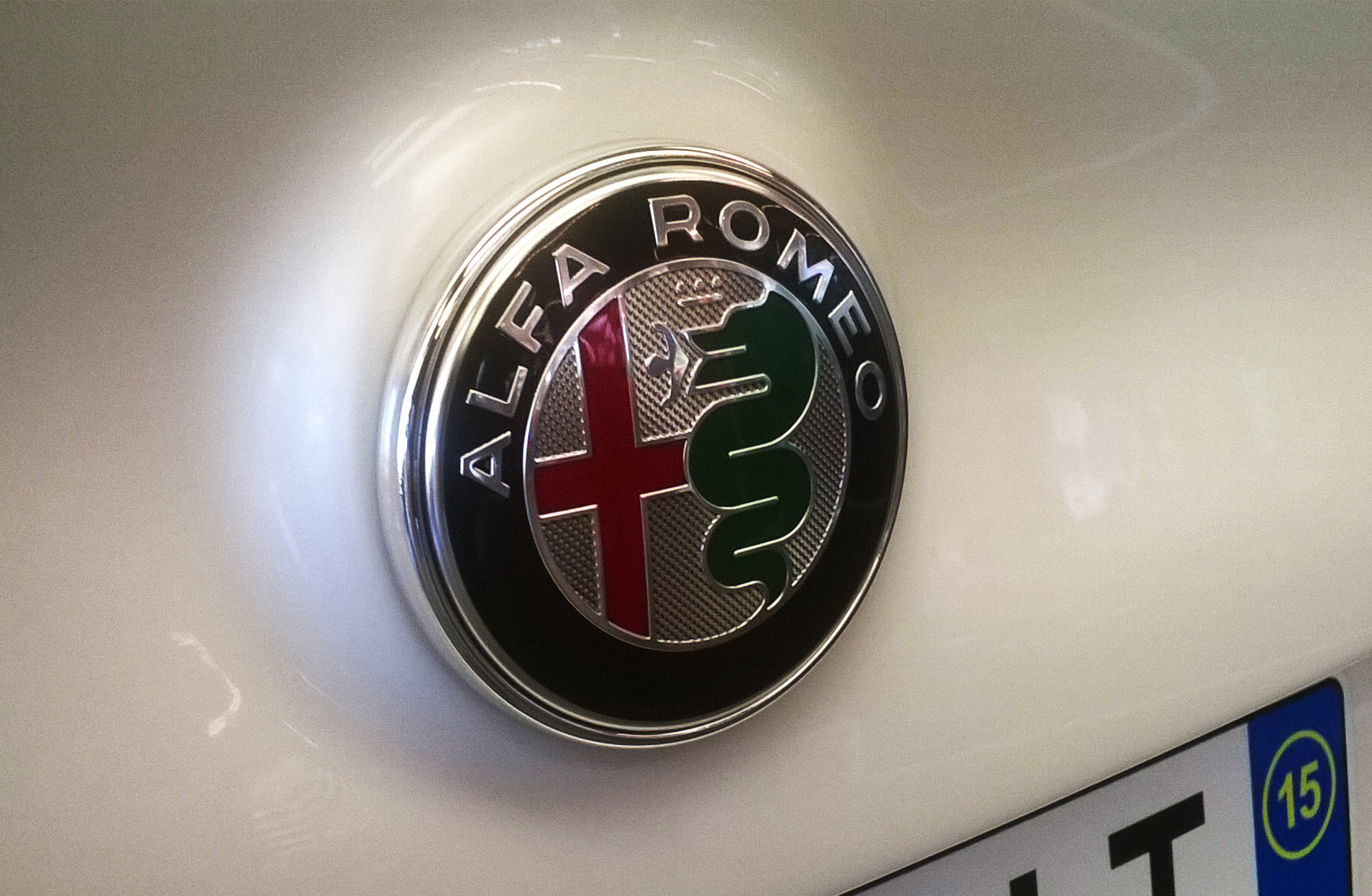
Upravené logo Alfa Romeo, prvně použité na modelu Giulia
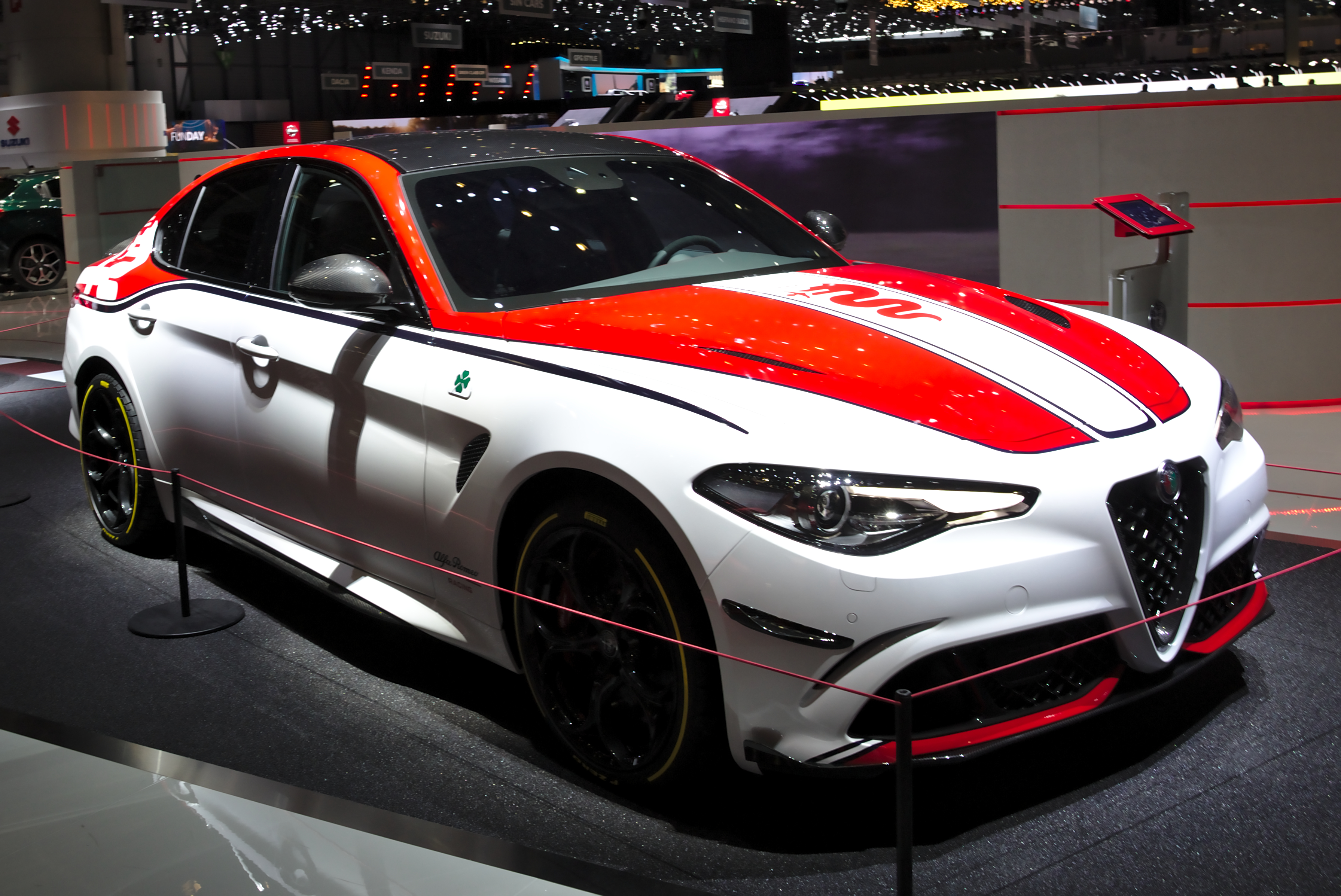
Alfa Romeo Giulia Racing